# Odontanthias unimaculatus
Odontanthias unimaculatus är en fiskart som först beskrevs av Tanaka, 1917.  Odontanthias unimaculatus ingår i släktet Odontanthias och familjen havsabborrfiskar. Inga underarter finns listade i Catalogue of Life.